# Leonardo Fedrigo
Leonardo Fedrigo, né le 21 juillet 1996 à Vérone, est un coureur cycliste italien.

## Biographie
Leonardo Fedrigo est originaire de Vérone,, une commune située en Vénétie dans l'Italie du Nord. Il commence le cyclisme à l'âge de huit ans.
En 2014, il s'impose à huit reprises chez les juniors (moins de 19 ans). La même année, il connait sa première sélection en équipe nationale d'Italie pour disputer le Tour d'Istrie, manche de la Coupe des Nations Juniors. Il court ensuite durant quatre saisons chez les espoirs (moins de 23 ans). Bon sprinteur, il s'illustre chez les amateurs italiens en obtenant de nombreuses victoires et diverses places d'honneur. Il a également couru au sein de l'équipe continentale britannique Wiggins en 2017, sans résultats marquants. 
Il passe professionnel en 2019 dans l'équipe Androni Giocattoli-Sidermec, qui l'engage pour trois ans. Son contrat est cependant rompu dès le 1er mai. Il ne figure plus dans la liste des coureurs de l'équipe sur le site de l'UCI.

## Palmarès et résultats

### Palmarès par année
- 2015
  - Trophée Giacomo Larghi
  - 3e du Circuito Guazzorese
- 2016
  - Trophée Visentini
  - 2e du Circuito del Termen
  - 3e de la Coppa Comune di Livraga
- 2018
  - Circuito del Termen
  - Trofeo Papà Cervi
  - Alta Padovana Tour
  - Trophée Giacomo Larghi
  - Medaglia d'Oro Città di Monza
  - Trophée Stefano Fumagalli
  - Gran Premio Sannazzaro
  - Coppa Città di Bozzolo
  - Gran Premio Calvatone
  - 2e du Trophée Antonietto Rancilio
  - 2e du championnat d'Italie du contre-la-montre par équipes espoirs[6]

### Classements mondiaux
| Année           | 2018   |
| --------------- | ------ |
| UCI Europe Tour | 1 940e |